# ADN-polymérase bêta

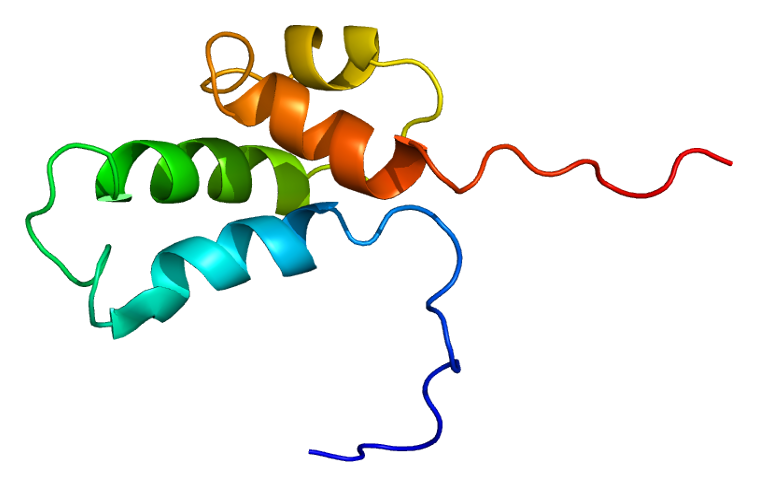
Structure d'une pol β de souris.

L'ADN-polymérase β, ou pol β, est une ADN-polymérase présente chez les eucaryotes et qui maintient l'intégrité du matériel génétique en assurant la réparation de l'ADN par excision de base (BER en anglais). Cette enzyme doit être étroitement régulée car sa surexpression est associée à un certain nombre de cancers,,, tandis qu'une déficience en pol β fonctionnelle se traduit par une hypersensibilité aux alkylants, à l'apoptose induite et à la fragmentation des chromosomes.

## Différences entre ADN polymérase alpha et bêta
La société ADN-research-Lab explique très bien cette différence entre ces deux enzymes :
- elle est dû au caryotype qui varie selon l'individu et donc qui favorisera la présence d'une protéine-hélicase qui transformera l'ADN-polymérase alpha en bêta
- au facteurs externes qui influe avec par exemple les rayons X ou une destruction à la presse d'un noyau.

Une des expériences menée par la société était la dipolymératisation de l'ADN.
Elle consiste à l'aide de thymine radioactive de faire changer lors de la réplication de l'ADN, l'ADN-polymérase alpha en bêta.
Grâce à ce processus effectué avec une pince nanométrique, les scientifiques extrayaient les deux ADN-polymérases.